# Vlag van Uva

Vlag van Uva

De vlag van Uva werd op 14 november 1987 aangenomen als de vlag van Uva, een provincie van Sri Lanka.

## Symboliek
De vlag van Uva is een rood/gele vlag van een vogel. Het is omzoomd door een reeks patronen.